# Народницький напрям в українській історіографії
Народницький напрям в історіографії, народницька школа (течія) в історіографії — термін для позначення неформальної інституціоналізації українських істориків 2-ї третини 19 — початку 20 ст., які відводили „народу“ провідну роль у концептуальному представленні минувшини (на противагу «державницькій» історіографії, що надавала більшого значення історії українських еліт). 
Розрізняють романтично-народницьке історіописання (30-ті — 60—70-ті рр. 19 ст.), що живилося з ностальгії за героїко-легендарним минулим України, й позитивістсько-народницьку (80-ті рр. 19 — поч. 20 ст.) історіографію, яка спирається на більш наукові засади. 

## Витоки напряму
Поворот до висвітлення і репрезентації народного/національного життя намітився в європейському історіописанні наприкінці 18 ст. Його пов’язують із хвилею критики раціонально-просвітницьких уявлень про однорідність людської природи як частини загального універсуму. Ці культурницькі й інтелектуальні устремління визрівали ще в середовищі мислителів пізньопросвітницького раціоналізму, зокрема в преромантичних мотивах творчості Й.-Г.Гердера, Ж.-Ж.Руссо та інших європейських мислителів. Переломним часом їхнього поширення стала післянаполеонівська доба європейської історії. Саме тоді відбувається перенесення пріоритетів із самодостатнього культу Розуму та канонів природно-правового мислення на своєрідність і множинність культурно-національних або народних укладів життя, з апології незмінності, одноманітності побутування історичної людини на акцентування конфлікту «природного стану» з цивілізацією, поширюються ліберальні ідеали автономії особистості та середовища її існування тощо. Врешті, у перші десятиліття 19 ст. ще донедавна вельми популярні теорії просвітницького раціоналізму остаточно програють змагання з новітніми романтичними інтенціями (див. Романтизм). З романтичними інтерпретаціями до історичної науки ввійшов масовий, колективний герой — народ/нація з множинністю, ірраціональністю і містичністю способів дії та неосяжним розмаїттям форм її виявів. З його появою єдиний, всеохопний і логічно впорядкований Космос минулого, представлений у просвітницько-раціональному світобаченні, воднораз поступився місцем романтичному Хаосові з безліччю епізодів і фрагментів. Заразом поява народу/нації в науково-історичних концепціях минувшини призвела до того, що історична подія вилучається з логічного вмотивованого та зумовленого ланцюга раціоналістичних схем. Наразі ширяться уявлення про мозаїчність і розсіяність, розмитість наукової палітри світу історії. Індивідуалізація, локальна предметизація та національно-регіональна фрагментарність світу минувшини в романтичних інтерпретаціях сягають апогею. Та найголовніше — у полі романтичних систем світобачення опиняється історична Людина з розмаїтими й унікальними проявами національного і соціального буття, самобутніми, індивідуальними реакціями, яка остаточно руйнує логічні й універсальні схеми, тотально заперечує просвітницький потяг до абстрактних розумувань і уявлень. На часі постають дослідницькі зацікавлення унікальним і самобутнім фактографічним матеріалом, який розглядається в контексті різнорідних виявів народного/національного духу. Мінливість, динамічність, суперечливість, конечність і нескінченість зробилися неодмінними характеристиками полівимірних історичних об’єктів, що функціонували в багатоплощинному середовищі, розглядалися з різних масштабів і ракурсів, зокрема з обсягу національної та регіонально-провінційної проблематики. У широкому розумінні відбувалося виділення й розчленування цілісного потоку на локальні утворення, через які історики прагнули осягти внутрішній сенс історичного руху, вловити відчуття часу тієї чи іншої доби. Кардинальні метаморфози європейського ладу перших десятиліть 19 ст. продемонстрували тодішнім інтелектуалам швидкоплинний зв’язок між минулим та сучасним, який реалізовувався за життя однієї генерації. Цей досвід переживання, споглядання катастрофічних революційних, військово-політ. зрушень і масштабних соціокультурних трансформацій істотно підважив раціоналістичні уявлення про універсальність та лінійність змін у світі історії, сенс яких виводився з перспективи сучасності. Натомість постулюються новітні уявлення про час історичний як органічний потік, який може набувати різної подоби: стрімкої, бурхливої течії, кількох самостійних річищ або спокійної заводі, що майже завмерла у своєму плині тощо. Рух цього потоку в народницько-романтичній історіографії визначається ірраціональними засадами: волею Божого Провидіння, народним/національним духом чи якимось об’єктивним розумом. Проте розмаїття світу історії, представлене в романтичних версіях минувшини, вимагало від історика більш різноманітного інструментарію, ніж за часів просвітницького раціоналізму. Тож дослідницькі канони вчених збагатилися за рахунок творчої уяви й споглядання, інтуїтивного проникнення та чуттєвого переживання, здатності до індивідуалізації історичної дійсності і сприйняття певного духовного стану конкретних осіб, спроможності до численних трансформацій різноманітних форм виразу ідей або колективних, масових образів із домінуючою увагою до просторово-часового колориту. Означені новації пронизують майже всі сюжетні лінії романтичного європейського історіописання 1820—30-х рр. Динамічні, багатовимірні реконструкції різноманітних виявів нар./нац. духу потребували й істотного розширення джерельної бази досліджень. Відтак постали проблеми встановлення ступеня достовірності значних масивів фактів, себто критики й інтерпретації різноманітних видів джерел історичних. Кардинальні зрушення в опрацюванні джерел сталися із впровадженням критичного або історико-філологічного методу. Його фундаторами вважаються нім. вчені Б.-Г.Нібур та А.-Г.Геерен.
Інституціоналізація народницького напряму в українській історіографії відбувалася поступово й нині уявляється як складний, не позбавлений суперечностей процес. На межі 18—19 ст. українське історіописання містило строкате, іноді еклектичне сполучення провіденційних, просвітницьких та преромантичних складових. Зокрема, початки преромантизму деякі дослідники знаходять уже в «Історії Русів».

## Початок 19 століття
На початку 19 ст. виникають і нові університетські центри секуляризованої від схоластичних догматів науки та культури «німецького типу» — у Харкові, а пізніше в Києві та інших містах. Упродовж 1830—40-х рр. Харків став інтелектуальним осередком шеллінгіанства, під впливом якого сформувалися світосприйняття й погляди відомих українських науковців, які належали до народницького напряму, зокрема М.Костомарова. Інституціоналізація народницького напряму в українській історіографії частково відбувалася й за російського посередництва, наприклад, за впливу відомих московських інтелектуалів на М.Максимовича – філософські «вечори любомудрів» князя В.Одоєвського, який разом із шеллінгіанцем В.Кюхельбекером видавав альманах «Мнемозина» (1824—25), лекції професора фізики та агробіолога М.Павлова й ін. Важливу роль у формуванні народницького напряму відіграла хвиля етнографічних дослідів і студій з вивчення українського фольклору, міфології 2-ї пол. 1820-х — 1850-х рр., зокрема збірки «Малороссийские песни» (Москва, 1827), «Украинские народные песни» (Москва, 1834), «Сборник украинских песен» (Київ, 1849), укладені й видані М.Максимовичем, «Украинские народные предания» (Кн. 1. Москва, 1847) та «Записки о Южной Руси» (Т. 1—2. С.-Петербург, 1856—57), зібрані й опубліковані П.Кулішем, магістерська дисертація М.Костомарова «Об историческом значении русской народной поэзии» (Харків, 1843) і його студія «Славянская мифология» (Київ, 1847), літературно-фольклористичний збірник «Запорожская старина» (1833—38), який видавався за редакцією І.Срезневського, та ін. Заразом публікувалися українські літописні й історичні пам’ятки. Важливу роль у цьому процесі відіграв О.Бодянський, який був секретарем Московського товариства історії та старожитностей російських і редактором його «Чтений». У цьому періодичному виданні було видруковано низку праць і матеріалів з української історії, зокрема «Історія Русів» (1846). Завдяки етнографічній, мовній та літературній практиці спершу відбулося відкриття мистецько-естетичних та морально-етичних, а пізніше осягнення етносоціальних цінностей українського народу/нації як масового, колективного героя на сцені історії. Саме вони окреслили канони історичних праць репрезентантів народницького напряму 1830—60-х рр., зокрема виняткову увагу щодо побутування національних традицій, виявлення героїчних постатей минулого, масштабних явищ і процесів, переломних, критичних і драматичних епох української історії (Хмельниччина), апології творчої думки народу, славетних звершень і діянь, трагізму й легендарності історичного буття, руйнівних рухів (Гайдамаччина), декодування народних образів і знаків (козацькі могили — символ смерті й слави) тощо. Водночас фольклористичні та етнографічні захоплення визначили не тільки творчі пріоритети істориків-народників, а й головний об’єкт народницького історіописання — історія знизу, народ/нація в єдиному етнокультурному та етногеографічному просторі минулого, сьогодення і майбуття. Відтак реалізувалася «мовна програма» романтизму, яка через «словесні» (етнографія, фольклористика, мовознавство, література) практики відкрила екзистенцію народу/нації як духовної субстанції. Тоді ж в історичних працях впроваджується низка базових дихотомій: народ—аристократія, егалітаризм—елітаризм, федерація—єдинодержавність, народоправство—єдиновладдя, сила—безсилля, внутрішнє—зовнішнє, індивідуальне—загальне, якими оперують у своїй творчості репрезентанти народницького напряму. Крім того, саме поняття «держава» історики-народники зазвичай ототожнювали з централістично-бюрократичною абсолютистською Російською імперією, в якій визнавали втілення єдинодержавного ідеалу, котрий пов’язували з соціокультурним впливом монголо-татарської навали (М.Костомаров). Проте певні ознаки єдинодержавності вбачали й у Великому князівстві Литовському. Власне, історичний досвід перебування українських земель в імперії Романових уважався підставою для негативного ставлення представників народницького напряму щодо відтворення історії держав, зокрема в сенсі побутування відомої антитези: народ—держава. Заразом ця негативна настанова істориків-народників досить часто генералізувалася й гіперболізувалася, особливо в історичнійта суспільно-політичній думці 1-ї третини 20 ст., і штучно відокремлювалася від широких інтелектуальних контекстів і соціокультурних координатів їхньої творчості.

## Українське Відродження
Важливий вплив у становленні народницького напряму справили соціокультурні імпульси й інтелектуальні новації 2-ї половини 19 ст., зокрема Відродження слов'янських народів, революційні та національно-визвольні рухи в Західній і Центральній Європі. Саме вони спричинилися до початку нового етапу українського Відродження, пов'язаного з кирило-мефодіївськими братчиками на Наддніпрянщині та «Руською трійцею» в Галичині. Невипадково тодішній український рух порівнюють з «Молодою Європою» (1834), заснованою Дж. Мадзіні, а «Книгу буття українського народу», автором якої вважають М.Костомарова, — із «Книгами польського народу і польського паломництва» (1832) А.-Б.Міцкевича та «Книгою народу» (1838) франц. політичного діяча, проповідника християнського соціалізму, абата Ф.-Р. де Ламенне. Зокрема, у середовищі київської молоді початку 1840-х рр., згодом серед кирило-мефодіївських братчиків ширяться ідеї українського месіанізму, панславізму, федералізму й егалітаризму. Приміром, М.Костомаров обстоював ідею рівності людей, станів та етнонаціональних спільнот, національної гармонії, що спиралася на трансцендентальні цінності християнства й морально-етичні відчування народного/національного духу, актуалізовані постулати народоправства і федеративний спосіб організації суспільства, витоки якого він вбачав в удільно-вічовому укладі Київської Русі й демократичних традиціях козацтва.
Загалом упродовж 2-ї пол. 1820-х — 1840-х рр. українське народницько-романтичне історіописання репрезентоване значною кількістю дрібних розвідок, заміток, рецензій, бібліографічних нотаток, публікацій окремих етнографічних та фольклористичних матеріалів. Саме в цей час розпочався проект «винайдення України» та його легітимації, за термінологією модерністів чи конструктивістів, принаймні спостерігається процес його переходу із латентної фази до спроб окреслити культурний простір Малоросії в контексті ретроспективного відтворення козацько-гетьманської та києво-руської спадщини. Перехід від дрібних історичних фрагментів і сюжетів до створення досить великої зв'язаної оповіді — гранд-наративу в українському історіописанні відбувався досить швидко. Зокрема, уже в 1840-ві рр. кілька відомих кирило-мефодіївських братчиків (М.Костомаров, П.Куліш) мали солідні авторські проекти з написання української історії різного ступеня готовності. Вочевидь, погром Кирило-Мефодіївського товариства 1847 віддалив ці метаморфози в українській історіографії на 10—15 років. Однак уже в 2-й пол. 19 ст. спостерігаємо тріумфальне поширення монографій М.Костомарова, творів П.Куліша та низки українознавчих публікацій у журналі «Основа» (1861—62) в російському інтелектуальному просторі, зокрема в Санкт-Петербурзі. Наприклад, народжується відома формула «дві руські народності» в однойменній праці М.Костомарова (1861), в якій протиставлення малорусів та великорусів подано не тільки в сенсі громадянського укладу і народної психології, а й історичного побутування, попри його подвійну лояльність щодо Малоросії/України та Росії / Російської імперії. Тим-то в текстах М.Костомарова як історика-народника фактично знаходимо майже всі технологічні складові, потрібні для реалізації легітимаційної функції національного гранд-наративу: відправника — українських інтелектуалів-романтиків, колективного героя — український народ та його призначення, й адресата — українофільську інтелігенцію.
На зламі 1860—70-х рр. в українській історіографії шириться позитивізм, який тісно пов'язаний із культом науки, здебільшого в природознавчо-натуралістичному розумінні. Відтак відбувається сцієнтична переорієнтація та об'єктивізація історичних студій, зокрема піднесення їхнього фахового рівня, фактографічної достовірності й джерельного забезпечення (традиція документалізму В.Антоновича), а також дегероїзація та деміфологізація історії, поширення еволюційних й детерміністських тлумачень історичного руху, порівняльно-історичного, статистичного, типологічного та інших дослідницьких методів. Ці зміни спричинилися до трансформації змістовної сутності поняття «народ» у народницько-позитивістському історіописанні. Народники-романтики трактували цей термін у метафізичному й ідеалістичному розумінні, тобто спиралися на давню ідею тотального одухотворення суспільства і природи, врешті-решт усього макрокосмічного порядку. Натомість народники-позитивісти часто-густо тлумачили народ як надорганізм за аналогією з будовою та функціями живого організму, або в сенсі еволюційних біологічних чи соціологічних теорій, іноді сприймали його як соціальний, соціально-психологічний тип, наприклад, у студії В.Антоновича «Три національні типи народні» (1888). Заразом істотно розширюється предметна область науково-історичних студій в українському історіописанні, які представлені в київській школі В.Антоновича, котрий скеровував своїх учнів на розробку земельної (регіональної) історії давньої Русі.
Монографічні студії, присвячені окремим землям, підготували та видали учні В.Антоновича (див. Київська школа Володимира Антоновича): 
- Микола Дашкевич «Болоховская земля и ее значение в русской истории» (Київ, 1878),
- Дмитро Багалій «История Северской земли до половины XIV ст.» (Київ, 1882),
- Никандр Молчановський «Очерк известий о Подольской земле до 1434 года» (Київ, 1885),
- Олександр Андріяшев «Очерк истории Волынской земли до конца XIV в.» (Київ, 1887),
- Михайло Грушевський «Очерк истории Киевской земли от смерти Ярослава до конца XIV ст.» (Київ, 1891),
- Митрофан Довнар-Запольський «Очерк истории Кривичской и Дреговичской земель до конца XII ст.» (Київ, 1891),
- Петро Голубовський «История Смоленской земли до начала XV в.» (Київ, 1895),
- Василь Данилевич «Очерк истории Половецкой земли до конца XIV ст.» (Київ, 1896),
- Василь Ляскоронський «История Переяславской земли с древнейших времен до половины XIII ст.» (Київ, 1897) та ін.

Праці науковців зі школи В. Антоновича кардинально розширили наукові уявлення про просторово-регіональну конфігурацію історичного процесу в Русі-України та стали своєрідними цеглинами, підготовчим матеріалом у творенні українського гранд-наративу. Крім того, київська школа В.Антоновича виявила інтелектуальний і персональний зв'язок між різними поколіннями істориків-провідників народницького напряму: М.Максимович—М.Костомаров—В.Антонович—М.Грушевський. Важливим досягненням народницького напряму стало висунення та обґрунтування концепції про безперервність українського історичного процесу і його самостійність щодо загальноросійської історії. Контури цієї конструкції представлені в знаменитому есе М.Грушевського «Звичайна схема „руської“ історії й справа раціонального укладу історії східного слов'янства» (1904), а її синтетичне втілення — у його монументальній «Історії України-Руси» (у 10 т., 13 кн. Львів—Київ, 1898—1936). Саме з цією працею пов'язують творення українського національного гранд-наративу та переходу проекту «винайдення України» з культурницької до політичної фази. 
Представники державницького напряму в українській історіографії вважали М. Грушевського останнім великим істориком-народником[джерело?]. Втім, ця теза є досить суперечливою. Попри наявність персонального й інтелектуального зв'язку М.Грушевського з фундаторами народницького напряму його світосприйняття, погляди й наукова творчість сформувалися на вельми широкій інтелектуальній основі (позитивізм, неоромантизм, впливи неокантіанського й соціологічного поворотів тощо)[джерело?].

## Дискусії щодо доцільності терміну «народницька історіографія»
Побутування контраверсії між народницьким — державницьким напрямами українського історіописання значною мірою зумовлювалося політичними й ідеологічними потребами, які постали внаслідок травматичного, шокового сприйняття поразки української революції 1917—1921 та пореволюційної і міжвоєнної дійсності 1920—30-х рр[джерело?]. 
Відтак низка сучасних дослідників вказують на розмитість меж між народницьким і державницьким напрямами в українській історичній науці 1-ї третини 20 cт., зокрема підкреслюють абстрактність й умовність змістовного наповнення цих термінів (І.Гирич, Я.Дашкевич та ін.). В українській еміграційній (1920—30-ті рр.) та діаспорній історіографії (1940—80-ті рр.) опозиції: народницький—державницький, народ—держава, нар. маса — аристократія тощо вживалися переважно як ціннісні, аксіологічні рефлексії, що не мали чіткого, окресленого епістемологічного статусу. Новий сплеск дискусій навколо означених дихотомій спостерігається після розпаду СРСР та введення до української історіографії впродовж 1990-х рр. т. зв. забороненої спадщини, утім, ця полеміка на початку 2000-х рр. поступово перемістилася на периферію академічного життя.